# Yoko Ono
Yoko Ono (født 18. februar 1933) er en japansk kunstner. På japansk skrives hendes navn 小野 洋子 (Ono Yōko), som betyder Barn af havet. Hun har det meste af sit liv boet i og været en del af kunstnermiljøet i New York.

## Baggrund
Hun blev født med en privilegeret baggrund som det ældste af tre børn af Iso Yasuda og Eisuke Ono. Isoko Yasuda var medlem af en af Japans rigeste bankfamilier. Eisuke Ono var oprindeligt uddannet klassisk pianist, men måtte opgive karrieren til fordel for et job i familiens bank. Yoko Ono blev uddannet på den eksklusive Gakushuin skole i Tokyo.
Under 2. verdenskrig overlevede familien bombningen af Tokyo i et underjordisk beskyttelsesrum. Senere flygtede Eisuke Ono med børnene ud på landet med deres ejendele på en trækvogn. Under flugten måtte de overleve ved at tigge mad. Faderen Iso Yasuda blev tilbage i Tokyo og blev interneret som krigsfange i en lejr i Kina. Hele familien overlevede krigen og flyttede til Scarsdale, New York, hvor Yoko gik på Sarah Lawrence College.
I 1956 giftede hun sig med komponisten Toshi Ichiyanagi. Ægteskabet varede indtil 1962, hvor hun giftede sig med den amerikanske jazzmusiker og filmproducer Anthony Cox. Ægteskabet blev annulleret d. 1. marts 1963 og de giftede sig igen d. 6. juni samme år for igen at blive endeligt skilt d. 21. februar 1969. De fik sammen en datter Kyoko Chan Cox (født 8. august 1963) som Yoko Ono efter et bittert slagsmål fik forældremyndigheden over. I 1971 bortførte Cox sin datter og gik under jorden. Kyoko og Yoko Ono blev først genforenet i 1998.
Yoko Ono blev tidligt medlem af kunstnersammenslutningen Fluxus og har arbejdet med konceptkunst og perfomance kunst. Eksempelvis har hun optrådt med Cut Piece, hvor hun siddende på en scene opfordrer publikum til at klippe et stykke af hendes tøj, indtil hun var helt nøgen.
Hun lavede en serie på seksten eksperimentalfilm imellem 1964 og 1972. Især filmen No. 4 fra 1966 (også kaldet Balder) vakte opsigt. Filmen består af en serie nærbilleder af balder, optaget imedens personen går i en trædemølle.
Ono er blevet beskrevet som "Verdens mest kendte ukendte kunstner – alle kender hendes navn, men ikke hendes kunst".

## Samarbejdet med John Lennon
Hun er nok mest kendt for sit ægteskab med John Lennon og sin indirekte indflydelse på The Beatles. Ono og Lennon mødtes ved en forpremiere på en af hendes udstillinger i London i 1966. Lennon blev betaget af hendes fremtræden og interaktive kunst. Især et værk, hvor ordet Yes skrevet på loftet kun kunne læses, stående på toppen af en stige betog Lennon. Han blev overrasket over værkets positive fremtoning. Ono og Lennon indledte i tiden herefter et forhold, hvilket blandt andet førte til at Lennon blev vegetar on/off frem til sin død.
Ono og Lennon blev gift i Gibraltar d. 20. marts 1969. De har sammen en søn Sean Taro Ono Lennon født på Lennons 35 års fødselsdag d. 9. oktober 1975.
Onos musikalske karriere startede faktisk med en solokoncert med avanceret eksperimental musik i Carnegie Hall i 1961. Hendes musikalske stil ændrede sig under samarbejdet med Lennon fra det ekstremt eksperimenterende mod mere konventionel musik.
Det musikalske samarbejde i mellem Ono og Lennon startede i 1968 med albummet Unfinished Music No. 1: Two Virgins som var et eksperimental-album med elektronisk musik. I 1969 dannede de Plastic Ono Band og gruppens første album Live Peace In Toronto blev optaget under Toronto Rock and Roll Revival Festival. Ud over Ono og Lennon bestod gruppen af Eric Clapton (Guitar), Klaus Voormann (Bas) og Alan White (trommer). Første halvdel af koncerten bestod af standard rock numre, men den anden halvdel af avantgarde musik med Ono som frontvokal. Settet endte med en lydside hovedsagelig bestående af tilbagekoblet lyd og Onos skrig.
Musikalsk ledte Ono Lennon ud af The Beatles og gav ham både udfordringer og inspiration. Mange fans beskyldte hende for at være årsagen til opløsningen af The Beatles, skønt de internt havde rigeligt med årsager til opløsningen. Utvivlsom har hendes mange uenigheder med Paul McCartney om forvaltningen af Lennon-McCartney-sangkataloget og udgivelse af opfølgende materiale bidraget til dette indtryk. Men det er uomtvisteligt, at hun endte som prügelknabe for alle misererne omkring opløsningen af The Beatles, fjendskabet mellem Lennon og Paul McCartney, retssagerne, Lennons for mange uforståelige musikalske eksperimenter og ikke mindst hans narkomisbrug og deraf følgende menneskelige og kunstneriske opløsning. At hun tværtimod brugte år på at tøjle hans selvdestruktive sind var der til gengæld ikke megen ros for. Tillige havde hetzen i slutningen af 1960'erne og starten af 1970'erne en klar racistisk vinkel: Hun kom til at repræsentere det besejrede Japan og mange briters traumatiske opgør med kolonitiden og 2. verdenskrig.
Samarbejdet imellem Ono og Lennon sluttede brat den 8. december 1980, hvor Lennon og Ono på vej tilbage til deres hjem i Dakota-bygningen i New York efter indspilningerne af Onos nummer Walking On Thin Ice. På vej ind i bygningen blev Lennon skudt ned og dræbt af den sindsforvirrerede fan Mark Chapman. De sidste optagelser blev udgivet i 1984 på albummet Milk and Honey.
I 1995 udgav Ono albummet Rising sammen med sønnen Sean Lennon. Musikken fra dette album startede en bølge af remixudgivelser. Bl.a. nåede en ny remixet udgave af Walking on Thin Ice som den første og eneste af Onos udgivelser en førsteplads på Billboard Magazines Dance/Club hitliste.

## Politik
Siden 1960'erne har Ono været en fortaler for fred og menneskerettigheder. Ono og Lennon lavede en happening, hvor de afholdt en pressekonference liggende i en seng på Hotel Hilton i Amsterdam i marts 1969 og igen i maj 1969 i Montreal for at skabe opmærksomhed for fredsarbejdet. Under happeningen i Montreal indspillede de deres første single Give peace A Chance med de nydannede Plastic Ono Band.
I 2002 stiftede Ono sin egen fredspris ved at donere $50.000 til kunstnere som lever i konfliktområder. De første modtagere var israelske og palestinensiske kunstnere.
I 2004 genindspillede hun sangen Every Man Has a Woman Who Loves Him til støtte for homoseksuelles ret til ægteskab.
Den 9. oktober 2007 tændte Yoko officielt Imagine Peace Tower (fredstårnet) på øen Videy ved Reykjavik i Island. Tårnet er tilegnet fred og til hendes afdøde mand, John Lennon.

## I populærkultur
En af Barenaked Ladies' bedst-kendte sange er "Be My Yoko Ono" fra 1990. Den inkluderer teksten: "Isn't it beautiful to see two people / So much in love? / Barenaked as two virgins hand in / Hand and and / And hand in glove", referring to the couple's famous Unfinished Music No. 1: Two Virgins cover. The Canadian foursome go on to sing, "I know that when I say this, / I may be stepping on pins and / Needles; / But I don't like all these people / Slagging her / For breaking up the Beatles."
Den amerikanske singer-songwriter Dar Williams indspillede i 2000 titelsangen "I Won't Be Your Yoko Ono", som inkluderer omkvædet, "But I won't be your Yoko Ono / If you're not good enough for me." Samme år skrev det tysk punkband Die Ärzte sangen "Yoko Ono" til deres deres album fra 2000. Farin Urlaub synger om en ekskæreste, som irriterer ham, og beskriver hende som "mere irriterende end Yoko Ono". Ifølge Guinness Rekordbog, som er er den korteste single der er udgivet med en spilletid på 30 sekunder.
Det britiske band Elbow nævnte Ono i deres sang "New York Morning" på deres album The Take Off and Landing of Everything fra 2014 ("Oh, my giddy aunt, New York can talk / It's the modern Rome and folk are nice to Yoko"). Som respons skrev Ono et åbent brev på bandets hjemmeside, hvor hun takkede dem og reflekterede over hendes og Lennons forhold til byen.

### Arbejde i populærkultur
Postpunk rockbandet Death of Samantha navngav dem selv efter hendes single på Approximately Infinite Universe fra 1973.

## Diskografi
- Unfinished Music No.1: Two Virgins (1968)
- Unfinished Music No.2: Life With The Lions (1969)
- Wedding Album (1969)
- Live Peace In Toronto (1969)
- Yoko Ono Plastic Ono Band (1970)
- Fly (1971)
- Sometime In New York City (1972)
- Approximately Infinite Universe (1973)
- Feeling The Space (1973)
- Welcome: The Many Sides Of Yoko Ono (1973)
- A Story (1974/1997)
- Double Fantasy (1980)
- Season Of Glass (1981)
- It's Alright (I See Rainbows) (1982)
- Milk And Honey (1984)
- Every Man Has A Woman (1984)
- Starpeace (1985)
- Onobox (1992)
- Walking On Thin Ice (1992)
- Rising (1995)
- New York Rock (1995)
- Rising Mixes (1996)
- Blueprint For A Sunrise (2001)
- Open Your Box (maxi-single) (2001)
- Will I/Fly (maxi-single) (2002)
- Yang Tang (maxi-single) (2002)
- Walking on Thin Ice (maxi-single) (2003)
- Every Man Has A Man Who Loves Him / Every Woman Has A Woman Who Loves Her (Støttesingler for homoseksuelles ret til ægteskab) (2004)
- Yes, I'm a Witch  (2007)
- No, no, no (maxi-single) (2007)
- Yokokimthurston Yoko Ono / Thurston Moore / Kim Gordon (2012)

### Lyd
- UbuWeb: Yoko Ono lydværker fra Fluxus og senere